# Tyrotama arida
Espèce
Synonymes
- Tama arida Smithers, 1945
- Tama obscura Smithers, 1945

Tyrotama arida est une espèce d'araignées aranéomorphes de la famille des Hersiliidae.

## Distribution
Cette espèce est endémique du Cap-Occidental en Afrique du Sud.

## Description
Le mâle mesure 7,35 mm et les femelles de 8,08 à 9,60 mm.

## Publication originale
- Smithers, 1945 : The Hersiliidae (Araneae) of South Africa. Transactions of the Royal Society of South Africa, vol. 31, p. 1-18.